# بيلي ويست (لاعب كرة قاعدة)
بيلي ويست (بالإنجليزية: Billy West)‏ هو لاعب كرة قاعدة أمريكي، ولد في 15 أغسطس 1853 في Williamsburg, Brooklyn ‏ في الولايات المتحدة، وتوفي في 27 أكتوبر 1928 في Richmond Hill, Queens ‏ في الولايات المتحدة.

## وصلات خارجية
- بيلي ويست على موقعبيزبول رفرنس.كوم (الدوري الرئيسي) (الإنجليزية)
- بيلي ويست على موقعبيزبول رفرنس.كوم (الدوري الثانوي) (الإنجليزية)